# Gran Premio di San Paolo
Il Gran Premio di San Paolo (in portoghese: Grande Prêmio de São Paulo) è una gara automobilistica di Formula 1 che si svolge dal 2021 all'Autódromo José Carlos Pace, già sede in passato del Gran Premio del Brasile.

## Storia
Dopo varie trattative iniziate nel 2020 e l'ipotesi di uno spostamento della sede del Gran Premio a Rio de Janeiro, gli organizzatori del Gran Premio del Brasile raggiunsero un accordo con Liberty Media che prevedeva che il Gran Premio fosse rinominato ufficialmente in Gran Premio di San Paolo (Grande Prêmio de São Paulo) in ossequio al maggiore coinvolgimento del governo locale, e che garantisse la sua presenza nel calendario del campionato mondiale fino alla stagione 2025. La stagione 2021 di Formula 1 vede quindi il debutto del Gran Premio di San Paolo, formalmente Heineken Grande Prêmio de São Paulo per motivi di sponsorizzazione. Nella stessa stagione e in quelle successive del 2022, 2023, 2024 e 2025 il Gran Premio viene scelto come appuntamento in cui il weekend di gara è caratterizzato dal formato della Sprint, l'unica gara presente nel calendario del campionato mondiale ad essere selezionata per cinque stagioni consecutive dove utilizzare questa sessione.
La disputa dell'edizione del 2022 viene messa in dubbio. All'indomani delle elezioni generali brasiliane, è stata sollevata la preoccupazione per la sicurezza a causa dei disordini nel Paese. Alcuni cittadini sono scesi per le strade per protestare contro i risultati elettorali che hanno provocato l'interruzione delle attività nel Paese. Alcuni camion logistici in rotta verso l'Autodromo José Carlos Pace, sede della gara, dall'aeroporto di Campinas-Viracopos, sono stati bloccati sull'autostrada dai manifestanti. L'instabilità politica in Brasile ha sollevato la questione se la Federazione decide di annullare la gara o se essa si svolge come previsto. L'organo mondiale dell'automobilismo e Liberty Media monitorano la situazione per decidere il destino della gara e hanno in programma di rilasciare una decisione finale dodici giorni prima dell'inizio dell'evento. La Formula 1 interviene assicurando che il weekend di gara si tiene normalmente. L'evento viene poi svolto senza problemi.
L'edizione del 2024 stabilisce il nuovo record di presenze con 291 717 spettatori, battendo il record precedente di 267 000 spettatori registrato nell'edizione del 2023. Nelle stessa stagione il Gran Premio viene rinnovato fino al 2030.

## Albo d'oro
| Anno | Circuito   | Pilota         | Vettura             | Resoconto |
| ---- | ---------- | -------------- | ------------------- | --------- |
| 2021 | Interlagos | Lewis Hamilton | Mercedes            | Resoconto |
| 2022 | Interlagos | George Russell | Mercedes            | Resoconto |
| 2023 | Interlagos | Max Verstappen | Red Bull-Honda RBPT | Resoconto |
| 2024 | Interlagos | Max Verstappen | Red Bull-Honda RBPT | Resoconto |

## Statistiche
Le statistiche si riferiscono alle sole edizioni valide per il campionato del mondo di Formula 1 e sono aggiornate al Gran Premio di San Paolo 2024.

### Vittorie per pilota
| Pos. | Pilota         | Vittorie |
| ---- | -------------- | -------- |
| 1    | Max Verstappen | 2        |
| 2    | Lewis Hamilton | 1        |
| =    | George Russell | 1        |

### Vittorie per costruttore
| Pos. | Costruttore | Vittorie |
| ---- | ----------- | -------- |
| 1    | Mercedes    | 2        |
| =    | Red Bull    | 2        |

### Vittorie per motore
| Pos. | Motore   | Vittorie |
| ---- | -------- | -------- |
| 1    | Mercedes | 2        |
| =    | RBPT     | 2        |

### Pole position per pilota
| Pos. | Pilota          | Pole |
| ---- | --------------- | ---- |
| 1    | Valtteri Bottas | 1    |
| =    | Kevin Magnussen | 1    |
| =    | Max Verstappen  | 1    |
| =    | Lando Norris    | 1    |

### Pole position per costruttore
| Pos. | Costruttore | Pole |
| ---- | ----------- | ---- |
| 1    | Mercedes    | 1    |
| =    | Haas        | 1    |
| =    | Red Bull    | 1    |
| =    | McLaren     | 1    |

### Pole position per motore
| Pos. | Motore   | Pole |
| ---- | -------- | ---- |
| 1    | Mercedes | 2    |
| 2    | Ferrari  | 1    |
| =    | RBPT     | 1    |

### Giri veloci per pilota
| Pos. | Pilota         | GPV |
| ---- | -------------- | --- |
| 1    | Sergio Pérez   | 1   |
| =    | George Russell | 1   |
| =    | Lando Norris   | 1   |
| =    | Max Verstappen | 1   |

### Giri veloci per costruttore
| Pos. | Costruttore | GPV |
| ---- | ----------- | --- |
| 1    | Red Bull    | 2   |
| 2    | Mercedes    | 1   |
| =    | McLaren     | 1   |

### Giri veloci per motore
| Pos. | Motore   | GPV |
| ---- | -------- | --- |
| 1    | Mercedes | 2   |
| 2    | Honda    | 1   |
| =    | RBPT     | 1   |

### Podi per pilota
| Pos. | Pilota           | Podi |
| ---- | ---------------- | ---- |
| 1    | Max Verstappen   | 3    |
| 2    | Lewis Hamilton   | 2    |
| 3    | Valtteri Bottas  | 1    |
| =    | Carlos Sainz Jr. | 1    |
| =    | George Russell   | 1    |
| =    | Fernando Alonso  | 1    |
| =    | Lando Norris     | 1    |
| =    | Esteban Ocon     | 1    |
| =    | Pierre Gasly     | 1    |

### Podi per costruttore
| Pos. | Costruttore  | Podi |
| ---- | ------------ | ---- |
| 1    | Mercedes     | 4    |
| 2    | Red Bull     | 3    |
| 3    | Alpine       | 2    |
| 4    | Ferrari      | 1    |
| =    | McLaren      | 1    |
| =    | Aston Martin | 1    |

### Podi per motore
| Pos. | Motore   | Podi |
| ---- | -------- | ---- |
| 1    | Mercedes | 6    |
| 2    | RBPT     | 2    |
| =    | Renault  | 2    |
| 4    | Honda    | 1    |
| =    | Ferrari  | 1    |

### Punti per pilota
| Pos. | Pilota           | Punti |
| ---- | ---------------- | ----- |
| 1    | Max Verstappen   | 97    |
| 2    | Lewis Hamilton   | 56    |
| 3    | George Russell   | 54    |
| 4    | Lando Norris     | 45    |
| =    | Charles Leclerc  | 45    |
| 6    | Carlos Sainz Jr. | 44    |
| 7    | Sergio Pérez     | 42    |
| 8    | Pierre Gasly     | 29    |
| 9    | Fernando Alonso  | 27    |
| =    | Esteban Ocon     | 27    |

### Punti per costruttore
| Pos. | Costruttore  | Punti |
| ---- | ------------ | ----- |
| 1    | Red Bull     | 139   |
| 2    | Mercedes     | 128   |
| 3    | Ferrari      | 89    |
| 4    | Alpine       | 62    |
| 5    | McLaren      | 56    |
| 6    | Aston Martin | 26    |
| 7    | AlphaTauri   | 11    |
| 8    | RB           | 8     |
| 9    | Alfa Romeo   | 2     |
| 10   | Haas         | 1     |

### Punti per motore
| Pos. | Motore   | Punti |
| ---- | -------- | ----- |
| 1    | Mercedes | 210   |
| 2    | RBPT     | 119   |
| 3    | Ferrari  | 92    |
| 4    | Renault  | 62    |
| 5    | Honda    | 39    |